# Rofū Miki
Rofū Miki (jap. 三木 露風 Miki Rofū), właściwie Masao Miki (jap. 三木 操 Miki Masao) (ur. 23 czerwca 1889 w Tatsuno, zm. 29 grudnia 1964) – japoński poeta, prozaik i eseista, jeden z najważniejszych japońskich reprezentantów symbolizmu, inspirował się katolicyzmem.

## Życiorys
Uczęszczał do szkoły podstawowej i gimnazjum w Tatsuno i napisał wówczas swoje pierwsze wiersze haiku i tanka. Ożenił się z Katą Midorikawa (przyszłą pielęgniarką i feministką), gdy miał zaledwie 15 lat. W wieku 17 lat opublikował swój pierwszy zbiór wierszy, w wieku 20 lat pierwszą swoją książkę. Studiował literaturę na Uniwersytecie Waseda i Uniwersytecie Keiō. Od 1921 tworzył utwory literackie dla dzieci (np. w 1921 napisał słowa do bardzo popularnej piosenki Akatombo (Czerwona ważka). Od 1916 do 1924 Miki pracował w Kamiiso (wyspa Hokkaido) w szkole przy klasztorze trapistów jako nauczyciel literatury. Tam przyjął chrzest katolicki w 1922. O tym pobycie i swojej konwersji pisał m.in. w zbiorze esejów Shūdōin seikatsu (Życie klasztorne, 修道院生活) i Nihon katorikkukyō-shi (Historia japońskiego katolicyzmu, 日本カトリック教史).
W 1927 otrzymał Order Grobu Świętego, a w 1963 japoński Medal Honoru (purpurowy). Pośmiertnie w 1965 otrzymał Order Świętego Skarbu. 

## Ważniejsze dzieła

### Poezja
- 1908 Yameru bara (Chora róża)
- 1909 Haien (廃園)
- 1910 Sabishiki akebono (寂しき曙)
- 1913 Rofūshū (露風集)
- 1915 Ryōshin (良心)
- 1920 Sei to ai (生と恋)
- 1921 Shinjushima (Perłowa wyspa, 真珠島)
- 1922 Shinkō no akebono (Świt wiary, 信仰の曙)
- 1926 Kami to hito (Bogowie i ludzie, 神と人)
- 1926 Trapisuto kashū (Śpiewnik trapistów, トラピスト歌集) – antologia

### Eseje
- 1925 Shūdōin sappitsu (修道院雑筆)
- 1926 Shūdōin seikatsu (修道院生活)
- 1928 Waga ayumeru michi (我が歩める道)
- 1929 Nihon katorikkukyō-shi (Historia japońskiego katolicyzmu, 日本カトリツク教史)